# 식초

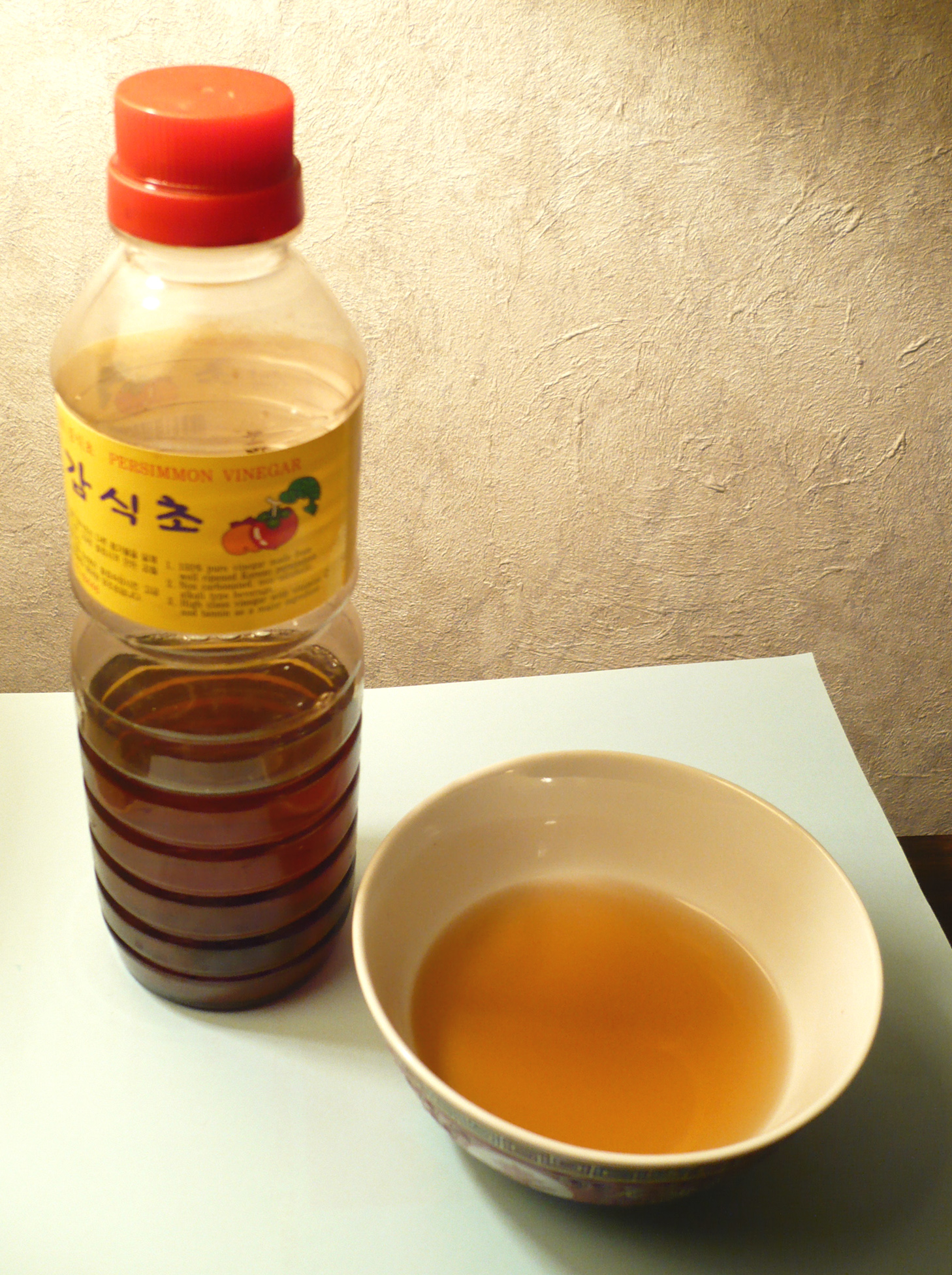
감식초

식초(食醋, 영어: vinegar)는 액체 조미료의 하나이다. 약간의 아세트산이 들어있어 신맛이 난다. 샐러드 드레싱이나 소스를 만들 때 또는 채소와 고기의 맛을 돋우기 위해 사용된다. 특히 생선 비린내를 없애는 데 좋다. 이 밖에도 장아찌나 피클을 만들 때에도 사용한다. 과일·곡식·꿀·당밀과 같은 당분이 들어 있는 농산물에 박테리아나 효모를 넣어서 만들며, 재료에 따라 포도식초·사과식초·감식초·맥아식초 등이 있다.

대한민국의 식초 시장은 2009년에 400억 원 규모를 기록하였다.

## 같이 보기
- 발사믹 식초
- 흑식초
- 아세트산

## 참고 문헌
- 이 문서에는 다음커뮤니케이션(현 카카오)에서 GFDL 또는 CC-SA 라이선스로 배포한 글로벌 세계대백과사전의 내용을 기초로 작성된 글이 포함되어 있습니다.